# Jerry Teel
Jerry Teel est un musicien américain, principalement connu pour avoir officié au sein de Boss Hog.
Membre du groupe The Honeymoon Killers où il a connu Cristina Martinez, il l'a suivie quand elle a fondé dans l'urgence Boss Hog pour remplacer au pied levé un groupe qui s'était décommandé pour un concert au mythique CBGB's.
Il a participé au premier extended play du groupe, Drinkin', Lechin' & Lyin' (1989, et au premier album Cold Hands en 1990. Il a ensuite quitté le groupe avec Pete Shore, Kurt Wolf et Charlie Ondras, remplacés par Jens Jurgensen et Hollis Queens.